# Charles Barton (baloncestista)
Charles Barton, (Luleå; 7 de enero de 1992) es un jugador de baloncesto sueco. Con 1,93 de estatura, su puesto natural en la cancha es la de escolta. Actualmente juega para el Club Ourense Baloncesto de la Primera FEB de España.

## Trayectoria
Es un escolta sueco formado el Sanda Basket en la segunda división sueca. En 2011 ingresa en la Universidad Estatal de Oregón, donde jugaría desde 2011 a 2014 en los Oregon State Beavers, disputando 93 partidos en tres temporadas. 
Tras no ser drafteado en 2014, el 7 de mayo de 2014 regresa a Suecia para jugar durante dos temporadas en los Sundsvall Dragons de la Svenska basketligan. En la segunda temporada promedia 18 puntos y 6 asistencias por encuentro.
El 2 de septiembre de 2016, firma por el s.Oliver Baskets de la Basketball Bundesliga. 
El 21 de marzo de 2017, llega al Givova Scafati de la Lega Due Gold, en el que jugaría dos partidos. 
En la temporada 2017-18, firma por el VfL Kirchheim Knights de la ProA, la segunda división alemana.
En la temporada 2018-19, jugaría en el Kangoeroes Basket Willebroek de la Pro Basketball League belga.
En la temporada 2019-20, se compromete con el Djurgårdens IF Basket de la Svenska basketligan. En la misma temporada, también jugaría en Allianz Swans Gmunden de la Admiral Basketball Bundesliga austríaca.
Comenzó la temporada 2020-21 en el Jamtland de la Svenska basketligan. Tras disputar los 3 primeros encuentros le surge la oportunidad de jugar en la liga de Estonia en el Tartu Ülikool/Rock donde promedia 12,6 puntos, y 4,8 asistencias en 17 partidos. En la parte final de temporada firma por el Saint-Chamond Basket de la Pro B, dónde promedia 5 puntos y 3,1 asistencias en 10 encuentros.
El 3 de agosto de 2021, el jugador llega a España para jugar en las filas del Acunsa GBC para disputar la temporada 2021-22 en la Liga LEB Oro.
En julio de 2022 fichó por el Nässjö Basket de la Basketligan sueca.
En abril de 2025 se anuncia su fichaje por el Club Ourense Baloncesto como refuerzo tras las bajas por lesión de esa temporada.